# 小澤勲
小澤 勲（おざわ いさお、1938年6月10日 - 2008年11月19日）は、日本の精神科医。
神奈川県鎌倉市生まれ。1962年京都大学医学部卒業。1964年滋賀県中央児童相談所勤務、1965年兵庫県立病院光風寮勤務、1970年京都府立洛南病院勤務。91年同病院副院長、94年退職、介護老人保健施設「桃源の郷」施設長、種智院大学教授、同客員教授。  

## 著書
- 『反精神医学への道標』めるくまーる社、1974
- 『幼児自閉症論の再検討』ルガール社、1978
- 『痴呆老人からみた世界 老年期痴呆の精神病理』岩崎学術出版社、1998
- 『痴呆を生きるということ』岩波新書、2003
- 『認知症とは何か』岩波新書、2005
- 『自閉症とは何か』洋泉社、2007
- 『自閉症論再考』サイコ・クリティーク 批評社、2010

### 共著・編著
- 『呪縛と陥穽 精神科医の現認報告』編著 田畑書店、1975
- 『物語としての痴呆ケア』土本亜理子共著 三輪書店、2004
- 『ケアってなんだろう』編著 医学書院、2006 シリーズケアをひらく
- 『認知症と診断されたあなたへ』黒川由紀子共編著 医学書院、2006

## 参考
- [ISBN　978-4-8265-0521-5]
- 『現代日本人名録』2002年
- 小澤勲氏死去